# Carbon Hill (Alabama)
Carbon Hill ist eine Stadt im Walker County im Bundesstaat Alabama in den Vereinigten Staaten.

## Geographie
Carbon Hill liegt im Nordwesten Alabamas im Süden der Vereinigten Staaten. Es befindet sich 11 Kilometer südwestlich des 733 Quadratkilometer großen William B. Bankhead National Forest.
Nahegelegene Orte sind unter anderem Kansas (unmittelbar westlich angrenzend), Nauvoo (7 km nördlich), Eldridge (7 km westlich), Glen Allen (10 km westlich), Jasper (17 km östlich) und Winfield (19 km westlich). Die nächste größere Stadt ist mit 212.000 Einwohnern das etwa 63 Kilometer südöstlich entfernt gelegene Birmingham.

## Geschichte

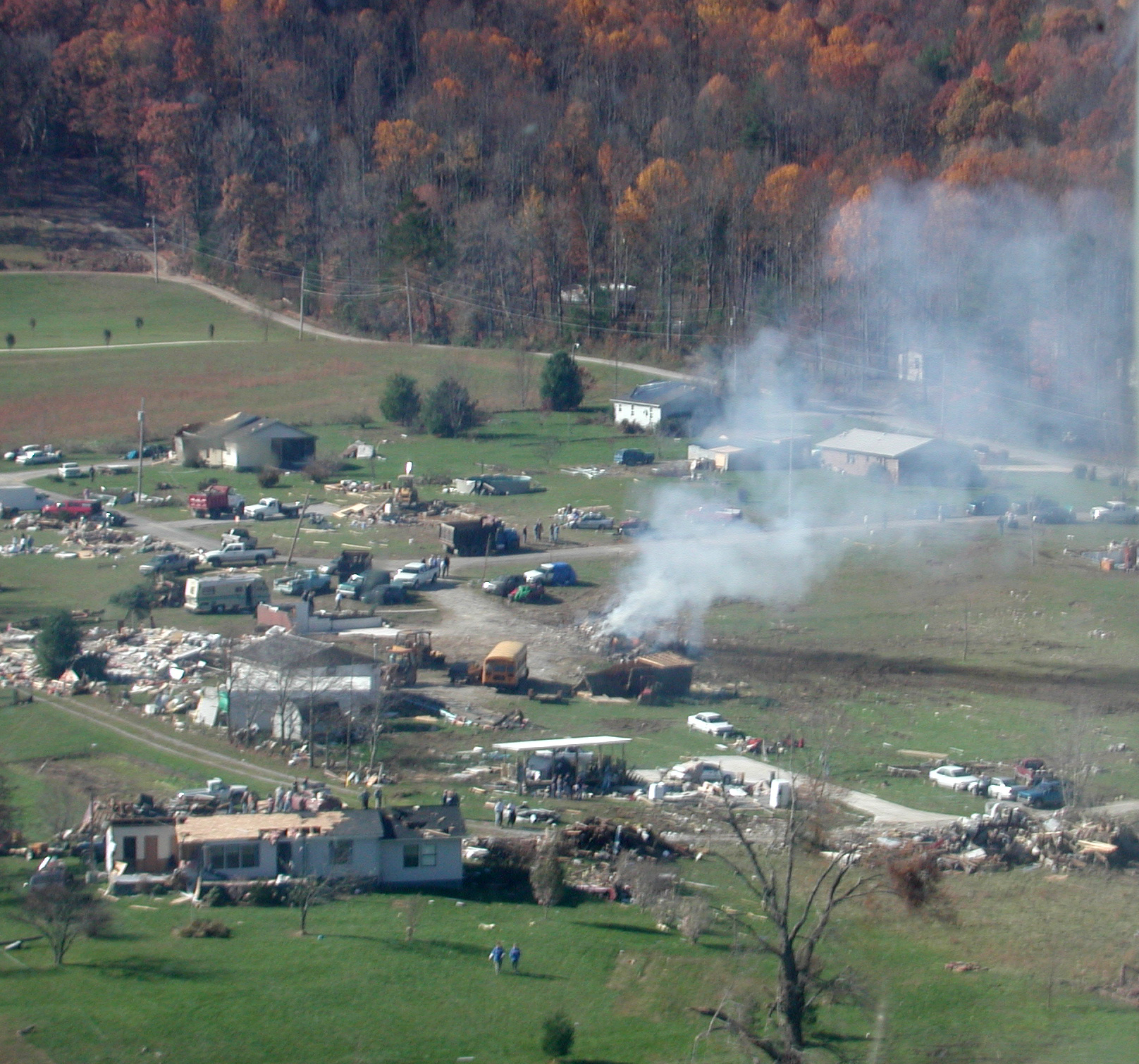
Ein Teil der Stadt nach dem Tornado 2002

Das Gebiet wurde bereits um 1820 besiedelt, Carbon Hill wurde aber erst 1886 gegründet, Anlass dazu waren die durch den späteren Ort führende Eisenbahnstrecke sowie die lokalen Kohlevorkommen. 1887 wurde ein Postamt eröffnet, 1888 die erste Methodistische Kirche gebaut. Die frühe Entwicklung des Ortes geht auf das Unternehmen Galloway Coal Company, das 1890 Minen in der Stadt erwarb und durch den zunehmenden wirtschaftlichen Erfolg auch weitere Unternehmen anzog. 1891 kam es zu einem Aufstand der Arbeiter, da ihre Jobs entfallen sollten und sie fürchteten, sie würden sie an Farbige verlieren. Im Zuge des Aufstandes wurden farbige Bewohner der Stadt vertrieben und zum Teil getötet. Bereits 1900 lag die Bevölkerungszahl bei über 1600.
1917 wurde die Stadt von einem EF3-Tornado heimgesucht, der über 200 Häuser zerstörte und sechs Personen das Leben kostete. Carbon Hill wurde zudem schwer von der Great Depression getroffen, in deren Folge drei Viertel der Arbeitsplätze verloren gingen. Ein weiterer ähnlich starker Tornado zerstörte 2002 weite Teile der Stadt.

### Kirchen
Die Stadt ist heute für ihre Vielzahl christlicher Kirchenbauten bekannt. 2011 gab es etwa 30 Kirchen innerhalb der Stadt. Einige derer erregten nationale Aufmerksamkeit, als sie 2002 von einem Tornado zerstört oder beschädigt wurden, andere Kirchen dienten während dieser Zeit als Notfallunterkunft.

## Verkehr
Carbon Hill wird im Stadtzentrum von der Alabama State Route 118 durchquert, im Nordosten außerdem von einer gemeinsamen Trasse des Interstate 22 mit dem U.S. Highway 78 und der Alabama State Route 4. 23 Kilometer westlich verläuft der U.S. Highway 43.
16 Kilometer östlich befindet sich der Walker County Airport.

## Demographie
Die Volkszählung 2000 ergab eine Einwohnerzahl von 2071, verteilt auf 880 Haushalte und 579 Familien. Die Bevölkerungsdichte lag bei 145 Menschen pro Quadratkilometer. 89,4 % der Bevölkerung waren Weiße, 8,7 % Schwarze und 0,1 % Indianer. 0,3 % entstammten einer anderen Ethnizität, 1,5 % hatten zwei oder mehr Ethnizitäten, 1,0 % waren Hispanics oder Lateinamerikaner jedweder Ethnizität. Auf 100 Frauen kamen etwa 82 Männer. Das Durchschnittsalter lag bei 41 Jahren, das Pro-Kopf-Einkommen betrug 12.100 US-Dollar, womit 24 % der Bevölkerung unterhalb der Armutsgrenze lebten.
Bis zur Volkszählung 2010 sank die Einwohnerzahl auf 2021.